# Korycin (plaats)
Korycin is een dorp in de Poolse woiwodschap Podlachië. De plaats maakt deel uit van de gemeente Korycin en telt 530 inwoners.